# Eurocentrismo

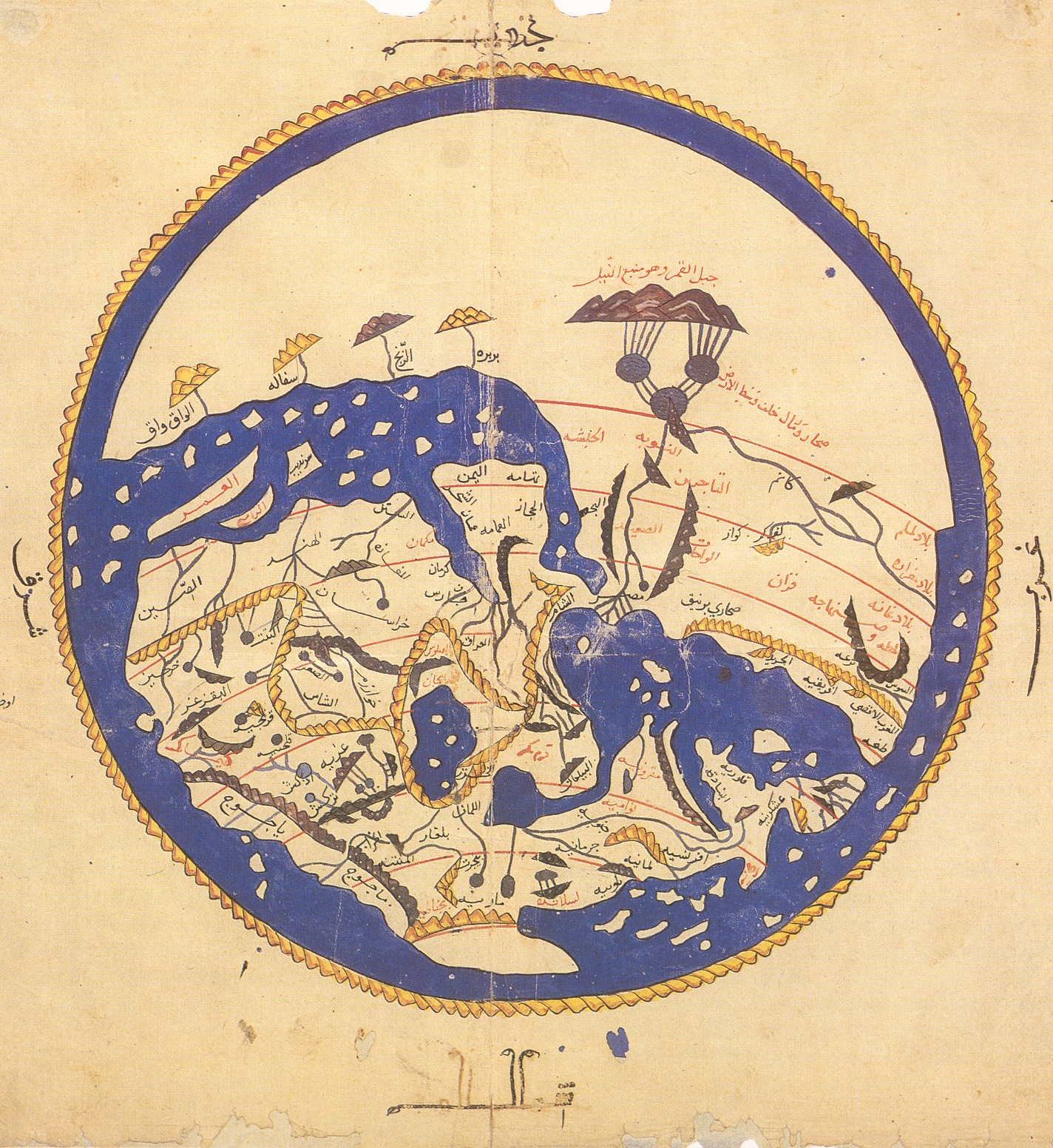
Mapa-múndi de Abu Abedalá Maomé Alidrisi no qual a África aparece no topo (norte) do mapa

O eurocentrismo é uma visão de mundo que coloca a Europa como o elemento fundamental na constituição da sociedade moderna, sendo necessariamente a protagonista da história da humanidade. Estabelecido durante o renascimento, o eurocentrismo estabelece a hierarquia das relações de poder mundial e uma narrativa histórica de superioridade da Europa Ocidental, servindo como modelo teórico de interpretação e dominação. É baseado em valores como Modernidade, Estado-nação, pluralismo cultural, desenvolvimento econômico, indivíduo, distinção entre público e privado, sociedade civil, esfera pública e racismo, e parte de um discurso colonialista que vê a Grécia como berço da civilização. Dessa forma, o eurocentrismo gera uma distorção do mundo não europeu, enquanto narra a história da Europa, colocada como modelo e ponto de partida para outras narrativas, isolada da influência externa.
Ao longo do século XX, na Ásia, nas Américas e no continente africano, a preocupação em teorizar as relações centro-periferia colabora para o questionamento da visão eurocêntrica do mundo expressa de longa data por intelectuais europeus e norte-americanos. Próximos da filosofia e da teoria crítica, autores como James Morris Blaut e Samir Amin, que popularizou o termo na década de 1970, buscaram definir o eurocentrismo a partir do fim do século XX. O mesmo trabalho foi realizado, na América Latina, por autores próximos da teoria decolonial, como Aníbal Quijano e Enrique Dussel, e há trabalhos como os de André Gunder Frank, que propõem uma perspectiva "globalcêntrica" da história, em oposição a eurocentrista comumente vista. A sociologia histórica, a teoria pós-colonial e o decolonialismo despontam, assim, como importantes perspectivas de oposição ao eurocentrismo.
Na geografia, a visão eurocêntrica se faz perceptível ao dividir o mundo espacialmente com o intuito de reafirmar a supremacia da Europa em um aspecto global. Termos como “Ocidente” e “Oriente”, assim como as definições de “Oeste” e “Leste”, foram construídos historicamente. Partindo da Europa como referência, divide-se o mundo em três partes, onde o Primeiro Mundo engloba o continente Europeu e outros países que são considerados potências capitalistas, enquanto o Segundo e Terceiro Mundo são os países considerados pobres e não capitalistas.
A União Europeia foi consolidada politicamente como um Estado-nação unido e coeso sob uma identidade nacional, mais especificamente uma identidade europeia, que abarca elementos culturais, políticos, econômicos, sociais e históricos em comum. A criação de símbolos, mitos, bandeiras, hinos, ajudou a afirmar essa identidade europeia, que também é um sentimento de pertencimento político, cívico e democrático. Mas esse sentimento se estrutura na ideologia eurocêntrica de hierarquização e racialização do modelo colonial de dominação e exploração. Ao passo que os direitos dos cidadãos europeus foram regulamentados e as políticas externas com relação aos direitos migratórios reforçam a discriminação entre europeus e não europeus.

## Surgimento da discussão teórica
A preocupação em teorizar as relações centro-periferia colaboraram para o questionamento da visão eurocêntrica do mundo expressa de longa data por intelectuais europeus e norte-americanos. Na Ásia, surgiram os estudos pioneiros de Edward Said, Homi Bhabha e Ranajit Guha, um dos fundadores dos estudos subalternos. Na América Latina, o eurocentrismo foi largamente questionado a partir da preocupação com a descolonização real e imaginária dessa região pelos marxistas José Carlos Mariátegui e Frantz Fanon, os dependentistas Ruy Mauro Marini e André Gunder Frank, o filósofo da libertação Enrique Dussel, o sociólogo Orlando Fals Borda e os decoloniais Aníbal Quijano, Walter Mignolo e Santiago Castro-Gómez. Na África, Cheikh Anta Diop defendeu as origens negras da cultura egípcia, o que levantou grande polêmica entre as décadas de 1950 e 1970, e Achille Mbembe pontuou a relação entre racismo e eurocentrismo a partir da teoria pós-colonial e da necropolítica. Outros historiadores elaboraram histórias da África que questionavam a visão eurocêntrica de que as sociedades africanas não possuíam história por causa de sua cultura oral, como Joseph Ki-Zerbo, Djibril Tamsir Niane, Elikia M'Bokolo e J. F. Ade Ajayi.

## Terminologia
Alguns autores próximos da filosofia e da teoria crítica buscaram definir o termo eurocentrismo desde finais do século XX. Em uma perspectiva marxista de análise, James Morris Blaut definiu o eurocentrismo como a ideia mítica de que o Ocidente possui uma superioridade permanente devido à alguma vantagem histórica exclusiva e qualidade especial. Também em uma postura marxista, Samir Amin define o eurocentrismo como um paradigma que distorce a verdade para encobrir o domínio global do Ocidente. Na América Latina, autores próximos da teoria decolonial, como Aníbal Quijano e Enrique Dussel, através da ênfase da estreita relação entre eurocentrismo e poder, buscaram definir o eurocentrismo como a imposição do etnocentrismo europeu como um falso universal, que criou uma epistemologia baseada na hegemonia europeia do sistema-mundo colonial moderno.

### A análise de Samir Amin
O termo eurocentrismo é popularizado na década de 1970 pelo economista franco-marxista Samir Amin. Segundo ele, o eurocentrismo é uma ideologia cultural originária da Europa Ocidental, que surge durante o Renascimento, construída a partir da junção de três momentos históricos, que se tornam os pilares da narrativa de uma história universal eurocêntrica. O primeiro deles é a reivindicação de uma herança histórica, filosófica e cultural da Grécia Antiga enquanto única e singular. Em seguida, vem a construção da Modernidade a partir do processo de colonização das Américas, de modo que a Europa, vista como o Velho Mundo, deveria estabelecer controle e civilizar os povos do Novo Mundo. E, por fim, no terceiro momento, a partir da razão filosófica hegeliana, se constrói a dialética entre povos que possuem história e que são avançados em relação ao progresso social e tecnológico, e os povos desprovidos de história, desenvolvimento ou complexidade social.
A partir da mistura das culturas dos estados europeus, segundo Amin, a ideologia eurocêntrica estabeleceu um paradigma para a concretização das relações globais de poder entre "o Ocidente e os outros". Em sua obra Eurocentrismo: crítica de uma ideologia, lançada em 1988, o economista rejeita a leitura do eurocentrismo como um fenômeno cultural de silenciamento de histórias que nunca foram contadas e passa a analisá-lo como uma orientação prática moderna que interfere no método e no conteúdo da consciência histórica humana, construindo a percepção de que a experiência histórica europeia é a única correta ou possível, pois se encaminha para um estágio avançado de civilização. Contudo, segundo ele, essa perspectiva está ligada a um universalismo contraditório que impõe uma perspectiva de um progresso homogêneo da humanidade ao mesmo tempo em que proclama um elogio à diferença.

### A análise de James Blaut

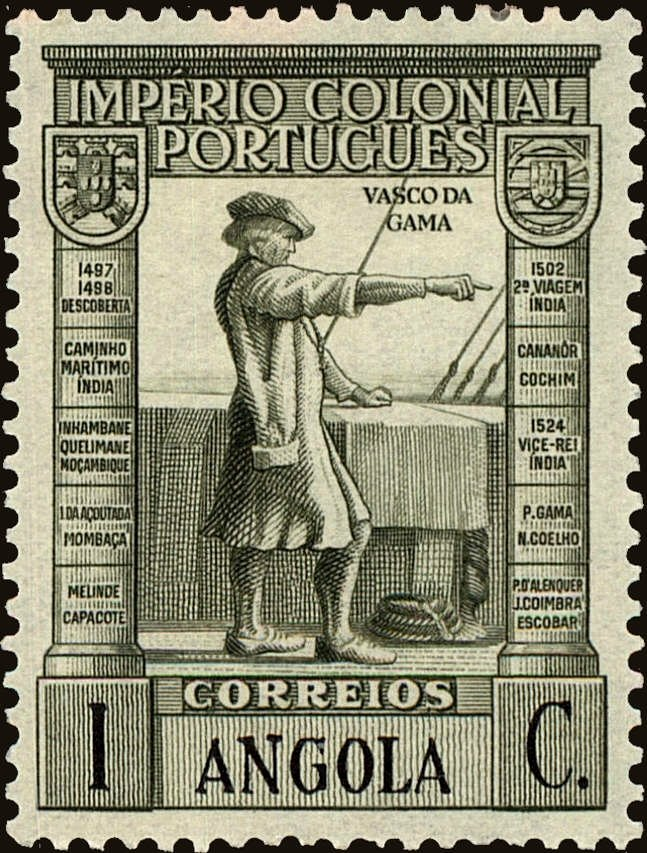
Selo postal angolano (1938). A figura de Vasco da Gama ilustra a crença eurocêntrica baseada no empirismo, nos feitos coloniais, de navegação e técnicas mercantilistas e militares europeias.

Na obra The Colonizer’s Model of the World, com primeira edição em 1993, o geógrafo marxista estadunidense James Morris Blaut argumenta que o eurocentrismo é um modelo teórico de interpretação e dominação com premissas difusionistas no qual estruturas narrativas e teóricas contribuem para a legitimação das empreitadas coloniais e para a formação de uma certa excepcionalidade da experiência histórica europeia. Para ele, eurocentrismo não pode ser resumido a um tipo de etnocentrismo ou a preconceitos e valores. Assim, propõe que eurocentrismo é um conjunto de crenças embasadas na realidade empírica e utilizada por especialistas sem o intuito de marginalizar povos e civilizações, mas como uma proposição verdadeira baseada em fatos.
Para Blaut, as premissas eurocêntricas foram difundidas largamente através de interpretações historiográficas fundadas no pressuposto tácito de superioridade técnica e cultural europeia, da modernização como sentido da história e do progresso como dádiva das nações que não sofrem de falhas espirituais e intelectuais, entre outras deficiências. Com isso, por ser algo tão intrínseco à prática cultural cotidiana, o difusionismo eurocêntrico é transmitido inconscientemente e quase sempre passa despercebido nas narrativas da disciplina de História.

### A análise de André Gunder Frank
Na obra Reorient: Global Economy in the Asian Age, André Gunder Frank faz uma crítica aos estudos que situaram a Europa como "o umbigo do mundo". Seu intuito nesse trabalho é reconfigurar a leitura sobre a história através de uma perspectiva "globalcêntrica" em oposição à visão eurocêntrica. Com isso, Frank propõe uma rediscussão do conceito de totalidade social, procurando questionar as teses da excepcionalidade europeia, autoproclamadas como universais. Assim o historiador germano-estadunidense parte da prerrogativa de que as ditas periferias do mundo nunca alcançarão o modelo europeu e estadunidense de desenvolvimento. "Para Frank, o sistema-mundo, ao longo da história, reconfigurou as relações entre as civilizações consideradas centrais e seus satélites, gerando um desenvolvimento subordinado, ou, partindo de seu postulado mundialmente famoso, um desenvolvimento do subdesenvolvimento".

## Definições

### Eurocentrismo enquanto narrativa histórica
A narrativa eurocêntrica parte de um ponto de vista segundo o qual a Modernidade teve origem no Atlântico Norte, região cuja centralidade é justificada pela ideia de que dela deriva o progresso tecnológico e a civilização que teriam se estendido para o restante do mundo. Nela, o excepcionalismo europeu, tendo em vista que a Europa teria sido a primeira região do globo a combinar os ideais de Modernidade e progresso, seria suficiente para legitimar o modelo histórico europeu como exemplar para o desenvolvimento da humanidade.
A universalização da experiência histórica das sociedades europeias tem início no Iluminismo a partir da atribuição de características como singularidade, universalidade e desenvolvimento contínuo à história. A história passa a ser vista como um fenômeno singular no qual a humanidade se encontra em um processo de desenvolvimento e evolução progressivos. Na narrativa eurocêntrica da história universal, segundo Marcel van der Linden, o Atlântico Norte é tido como o mais avançado e, por conta disso, o ritmo de seu desenvolvimento serve como matriz para pensar a periodização do mundo. Assim, a civilização europeia não apenas lidera o caminho a ser seguido pela humanidade, como também percebe a história dos outros povos tendo como base o seu próprio passado, como se estes povos estivessem em estágio mais rudimentar na trajetória de desenvolvimento percorrida pelos europeus. Esse tipo de atitude gera o emprego indiscriminado de termos e conceitos ocidentais para o estudo de populações não ocidentais e provoca a expectativa de que os outros se conformem ao modelo de sociedade desenvolvido na Europa.
Dipesh Chakrabarty, no contexto das críticas feitas ao eurocentrismo pelo pós-colonialismo, destaca o modo como a narrativa histórica europeia se mantém dominante enquanto coloca histórias não ocidentais em posição de subalternidade. Segundo ele, filósofos e pensadores europeus desenvolveram teorias universalistas na área das ciências sociais, buscando uma compreensão total da humanidade, em detrimento de suas diferenças históricas e culturais. A base para as teorias universalistas, conforme Chakrabarty, seria a própria racionalidade eurocentrada. Nesse sentido, as narrativas dos povos subalternizados, tidos como Terceiro Mundo, acabaram condicionadas pela ideia subjacente da razão ocidental.
Em sua obra Provincializing Europe: Postcolonial Thought and Historical Difference (2000) Chakrabarty afirma que o europeu se situa a partir de uma dialética entre materializar uma razão “historicamente indispensável e, ao mesmo tempo, inadequada” para os povos do Terceiro Mundo. No campo da práxis, tal visão afirma um tipo de raciocínio intelectual que coloca o intelectual europeu como um sujeito clarividente, capaz de descrever os demais povos. A crítica ao pensamento eurocêntrico, segundo o autor, assume uma pluralidade que demarca a complexidade da crítica ao “universalismo cego e surdo diante das diferenças” históricas resultantes dos pós-colonialismos latino-americano, asiático e africano.

### Eurocentrismo enquanto hierarquia de mundos

The World's progress (1854). Mapa com linha do tempo que ilustra uma concepção evolutiva de história por um viés eurocêntrico.

Marcel van der Linden enxerga o eurocentrismo se manifestando de três formas diferentes: enquanto negligência, enquanto preconceito e enquanto crenças empíricas. A primeira delas, a negligência, consiste em escrever a história considerando somente uma parte do mundo, sem achar necessário dar atenção ao restante. Essa perspectiva foi classicamente definida na expressão "o Ocidente e o resto". A segunda é a crença de que a Europa Ocidental e todos os seus valores estão à frente no processo de desenvolvimento da humanidade, enquanto o restante do mundo se encontra em estágios menos avançados deste caminho liderado pelo Atlântico Norte. Bastante difundida entre teóricos da modernização, essa perspectiva coloca os valores econômicos, políticos, morais e religiosos europeus, frutos de uma experiência histórica, como régua medidora da humanidade. A terceira diz respeito às crenças empíricas aparentemente comprovadas por terem sido provadas diversas vezes. Contudo, estas são, na verdade, pontos de vista científicos criados a partir da experiência europeia e que precisam ser constantemente reconsiderados enquanto pressupostos teóricos e metodológicos.
Dessa forma, o eurocentrismo gera uma distorção do mundo não europeu de diversas formas. Uma delas é a centralidade que o cânone intelectual europeu possui nas diversas áreas do conhecimento, em que pensadores fora do círculo intelectual considerado de excelência são vistos como produzindo conhecimento local ou mesmo datado. Aliado a isso, está a centralidade das instituições de saber do Norte Global, tais como universidades e editoras, enquanto espaços privilegiados de produção do conhecimento.
Por outro lado, a história narrada com um viés eurocêntrico parte da premissa de que é possível contar a história europeia sem enredá-la na história dos países colonizados enquanto o oposto é impossível de ser feito. Dessa forma, a história dos povos não europeus inicia a partir do momento em que existe o contato com o homem europeu, que cria a possibilidade de conhecimento desse mundo através de seu relato. Essa estrutura assimétrica de representação traduz culturas, línguas, leis e os mais variados aspectos da vida humana que não são europeus como necessitando de ajuda para sair do estado atrasado em que se encontram, interpretado como primitivo, tradicional, subdesenvolvido ou pré-capitalista.

## Valores

### Modernidade

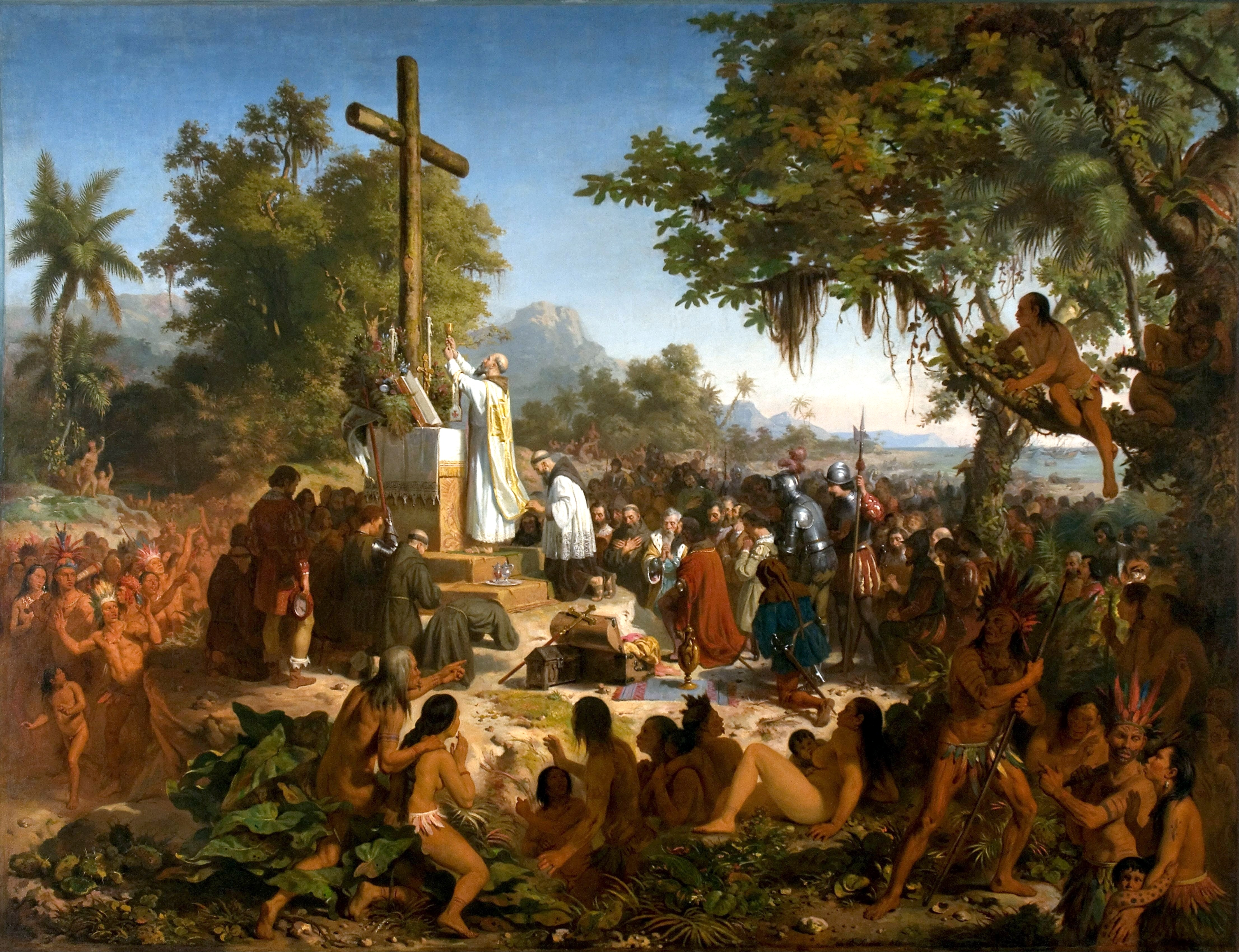
Primeira Missa no Brasil de Victor Meirelles (1861). Representação do ideal eurocêntrico, no qual os europeus acreditam ser encarregados de difundir a modernidade em outros lugares.

A construção do que é a Modernidade tem suas raízes no processo de conquista e colonização das Américas, quando o Novo Mundo foi colocado como subordinado à Europa. O filósofo argentino Enrique Dussel chama essa construção de "o Mito da Modernidade", que, segundo ele, dá inicio ao estágio de autoconstrução da Europa e do europeu como vanguarda perante o mundo, em especial por ter conseguido estabelecer contato com todos os continentes.
Os parâmetros de comparação que definem as chamadas sociedades modernas estão fundados nas estruturas e valores ocidentais, como racionalidade, democracia e industrialização. A noção de Modernidade surgiu, assim, dentro do eurocentrismo, se constituindo durante o Iluminismo a partir da segunda metade do século XVIII, e tendo seu ápice nos séculos XIX e XX. Essa definição coloca o Ocidente como cultura padrão e detentora das características essenciais para a modernidade, das quais as demais sociedades são deficientes.
De acordo com o geógrafo James Blaut, segundo a visão eurocêntrica, o progresso seria natural na Europa, mas não no resto do mundo. Nos outros lugares o progresso seria feito pelo contato com ideias e produtos europeus. Dessa maneira, o não-Ocidente é visto como um sistema de ausências, que seriam obstáculos ao acesso à modernidade e ao desenvolvimento. A justaposição entre as definições de modernidade e civilização ocidental, a partir das definições de autores como Jürgen Habermas e Peter Demant, define o modo como esses dois polos são definidos simultânea e mutuamente a ponto de a palavra Europa, na Modernidade, ter um deslocamento de significado de local geográfico para sociedade civilizacional.

### Transição demográfica
A transição demográfica é uma das generalizações melhor documentadas das ciências sociais. De modo simplificado, a teoria da transição demográfica afirma que sociedades que experienciam o progresso da modernidade passam de um regime de natalidade e mortalidade altas para um regime de baixas, sendo essa uma experiência a que todas as sociedades estão fadadas. A partir dessa compreensão, essa teoria classifica e diferencia populações a partir de seus índices de mortalidade e natalidade. O primeiro a utilizar o termo transição demográfica foi Adolphe Landry, em seu livro de 1934, La Revólution Démographique. Landry determinava três estágios do desenvolvimento populacional: primitivo, intermediário e contemporâneo. O autor previa que o último estágio, que já havia conquistado os países europeus, se espalharia pelo mundo, afetando mais rapidamente os países em que a transição se desenvolvesse mais tardiamente.
A teoria da transição demográfica foi formulada pelo Escritório de Pesquisa Populacional de Princeton como resultado do trabalho em The Future Population of Europe and the Soviet Union, publicado em 1944 em nome da Liga das Nações, e a primeira definição do conceito é, por convenção, atribuída ao artigo Population Studies, de 1945, escrito por Frank Notestein. Notestein foi criticado por sua ênfase em fatores socioeconômicos como causa do declínio do crescimento populacional em detrimento de fatores culturais, apesar de o autor associar a mudança de normas e valores ao processo de modernização. Apesar das muitas críticas ao seu caráter, em sua maioria voltadas à representações e descrições imprecisas de uma realidade histórica europeia, a teoria generalizante permanece.

### Pluralismo cultural e Internalismo essencialista
Apontada pelo historiador Peter Demant como uma característica comum da civilização ocidental, o pluralismo cultural ou multiculturalismo seria a ideia da coexistência pacífica de grupos e projetos antagonistas dentro de uma mesma comunidade. Politicamente, o multiculturalismo é um conceito polissêmico, sob o qual diferentes grupos fazem diferentes projeções. Nos Estados Unidos, liberais encaram o multiculturalismo como uma diversidade moderada necessária para uma boa imagem da nação, em contrapartida a um pluralismo cultural radical. Ao mesmo tempo, grupos neoconservadores defendem que o termo estimularia a divisão da sociedade ao enfatizar as diferenças culturais e encorajar a formação de comunidades étnicas. Nacionalistas, por sua vez, encaram o multiculturalismo com uma ambivalência, passível de ser admitida pelo Estado, mas também um instrumento estratégico para mudanças e regeneração da nação.
Paralelamente, o Internalismo essencialista é um elemento eurocêntrico que defende a ideia de uma essência cultural que determina o desenrolar da história de uma comunidade, fator que subalternizaria a necessidade de se analisar, individualmente, as disputas e relações internas entre grupos e indivíduos de uma mesma comunidade ou externas entre membros de comunidades diferentes. Trata-se, portanto, de uma generalização cultural.

### Desenvolvimento econômico
Dentro da perspectiva Eurocêntrica, a suposta centralidade européia e ocidental na explosão do desenvolvimento econômico está intrinsecamente ligada à visão da Europa como vanguarda civilizadora, fator especialmente visível na atribuição das origens do capitalismo ao setor agrário europeu. A origem do sistema capitalista é comumente explicada partindo de pensadores como Adam Smith, sob uma perspectiva eurocêntrica em que o sistema é visto como um resultado natural das antigas e virtualmente universais práticas de troca. Não haveria um marco inicial do capitalismo e seu desenvolvimento seria explicado a partir da transposição de obstáculos, tarefa na qual o Ocidente é melhor sucedido. Essa perspectiva caminha de mãos dadas com aquela do progresso da razão, da qual o Ocidente também seria o exemplo máximo.
Contra essa visão, as histórias anti-eurocêntricas negam a superioridade da Europa enfatizando a importância de economias e redes comerciais não europeias ao longo da história, como é feito por Gunder Frank, ou, em diferente abordagem, enfatizam o papel do imperialismo europeu para o desenvolvimento do capitalismo, caso de James Blaut. O ponto de encontro de ambas as visões é o fato de que a Europa não seria capaz, sozinha, de desenvolver o sistema capitalista, ainda que tenha divergido das demais sociedades em aspectos como as revoluções burguesas e o advento do capitalismo industrial.

### Estado-nação
Anthony D. Smith foi o primeiro a utilizar o termo nacionalismo metodológico para significar a fusão entre sociedade e Estado, que teria ocorrido em sua forma ideal no Atlântico Norte. Segundo Marcel Van der Linden, o nacionalismo metodológico leva à naturalização do Estado-nação enquanto unidade básica de análise para a pesquisa histórica. Contudo, a emergência dos estados nacionais é um fenômeno histórico que aconteceu entre os séculos XIX e XX em contexto geográfico específico e, por isso, não pode servir como parâmetro às demais experiências. Como consequência da banalização dessa perspectiva eurocêntrica, acaba ocorrendo uma mistura entre sociedade, Estado e território nacional e a crença de que as sociedades são geograficamente idênticas aos estados nacionais.
A busca pelo controle dos recursos econômicos, políticos e culturais por parte dos países europeus exigiu de sua população uma homogeneização progressiva, o que culminou no surgimento do Estado-nação. A aproximação entre o social e o estado passou a fazer parte do entendimento da identidade europeia e afetou a sua percepção de outros países. Dessa forma, os processos políticos de outras regiões foram considerados irrelevantes por não corresponderem aos processos europeus e se construiu a ideia de que não havia organização social e política anterior à chegada dos europeus nesses espaços. A partir da negligencia das características políticas de diferentes formas de organização típicas do eurocentrismo é possível, por exemplo, afirmar que em diversos locais da África, antes do contato com o europeu civilizador, não existiam nações, mas tribos, caciques ou chefes indígenas. Assim, existe uma teleologia histórica inerente ao eurocentrismo que coloca como horizonte final o estado nacional, democrático e cristão.

### Racismo

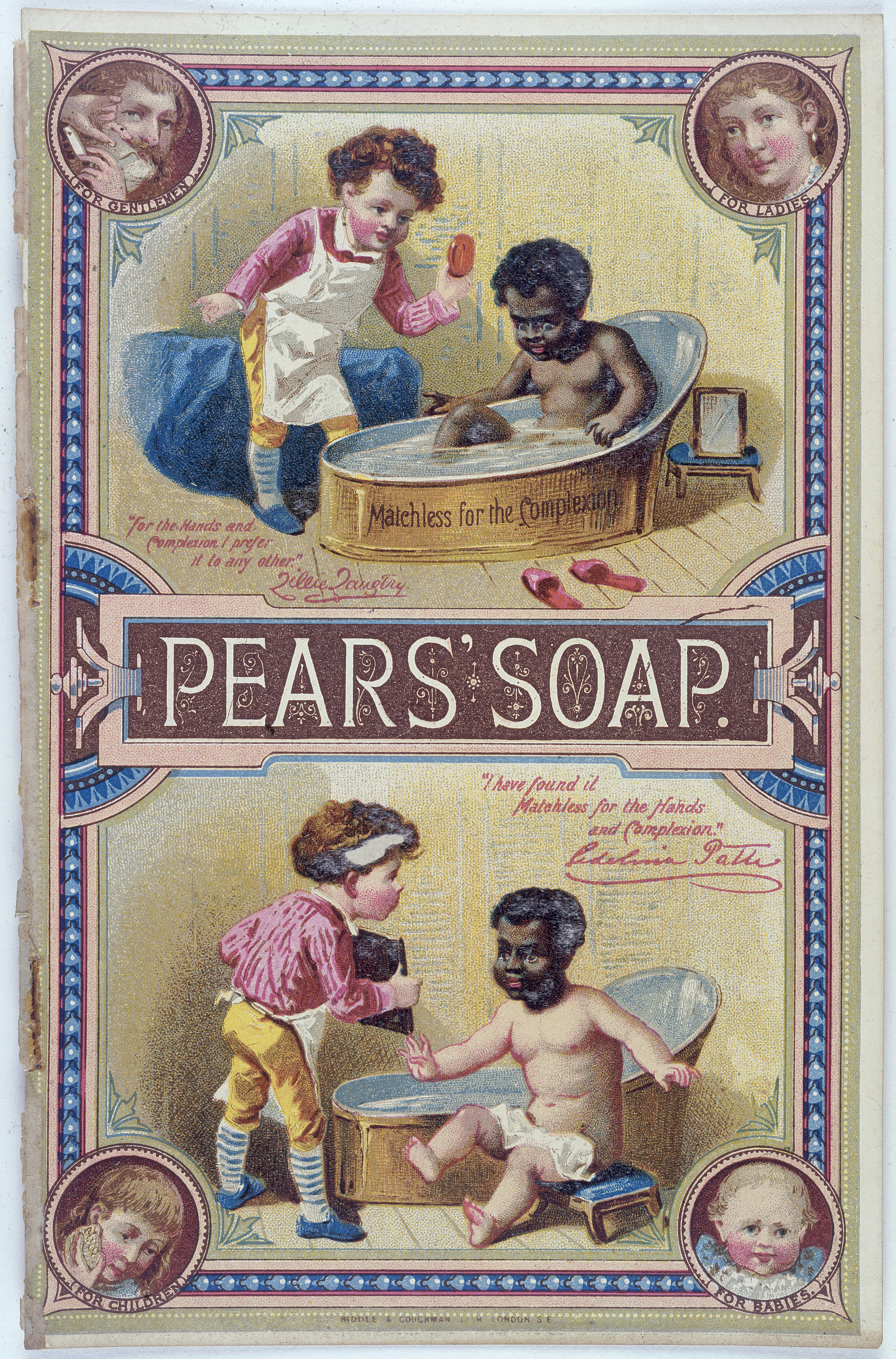
Exemplo de publicidade racista do século XIX. O anúncio do sabonete Pears compara a cor da pele de duas crianças de modo a difundir a noção de que a pele branca é superior à pele negra.

A construção de uma hierarquia de povos ou raças acontece nos séculos XVI e XVII com o aumento do contato dos europeus com partes do mundo até então remotas para eles, especialmente a África e as Américas. Nos relatos de viagem e tratados de filosofia natural, em especial, os escritores europeus traçaram uma comparação entre eles e os que observava. Esse sentimento de superioridade surge, portanto, não apenas baseado em preconceitos, mas também apoiado na opinião de especialistas e teorias científicas. No século XIX, a noção de raça biológica é difundida, sendo bastante conhecida a hierarquia global dos povos realizada por Hegel em que os alemães e europeus estariam no topo, os asiáticos no meio e os africanos, americanos e polinésios na parte inferior.
Muitas foram as formas de racismo geradas pela visão eurocêntrica, que vão do Orientalismo, ao encontro com o primitivo, chegando até aos temores de degeneração da raça branca. Todas elas, contudo, possuem a crença generalizada na superioridade europeia devido a alguma vantagem exclusiva. Esse difusionismo eurocêntrico, conforme definido por James Blaut, foi amplamente difundido e incorporado no pensamento de países considerados primitivos pela Europa e perpetuado nas suas historiografias. Estudos de naturalistas como Carl Linnaeus, George Cuvier, Conde de Buffon, Jean-Batiste de Lamarck e outros foram importantes na construção do racismo científico. No século XVIII, o racismo científico estava baseado na interpretação de que a humanidade tinha uma estrutura monogenética, que variava segundo as diferentes condições de exposição do ser humano causando diferentes características físicas. Com o surgimento das teorias poligenéticas, teóricos como o conde de Gobineau passaram a difundir ideias de pureza racial juntamente com uma hierarquização das raças. O racismo científico, portanto, foi utilizado para justificar a dominação, física ou cultural, dos europeus sobre os outros povos, pois se entendendo como único povo evoluído, os demais povos são considerados como parte do meio em que se encontram, e, assim como os europeus estabeleceram domínio sobre a natureza, também estabeleceram domínio sobre os outros povos.

## Discurso colonialista

### Grécia como berço da civilização

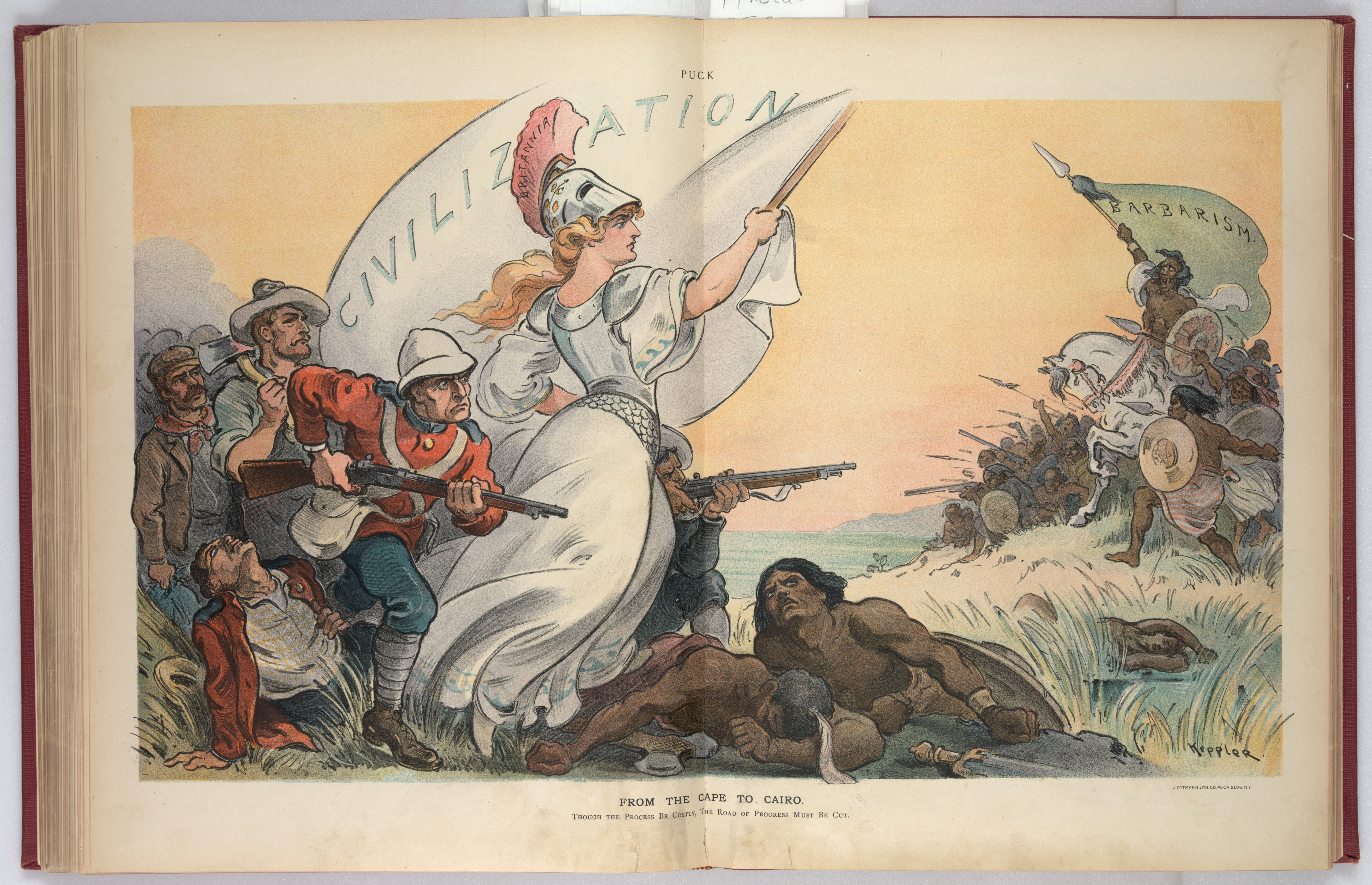
Ilustração From the Cape to Cairo de Udo Keppler. Britânia carrega uma grande bandeira branca escrita "Civilização" e avança sobre indígenas, que portam uma bandeira escrita "Barbárie".

Ainda que com a escavação dos fósseis de Lucy em 1974 diversas pesquisas arqueológicas corroborem à hipótese de que o ser humano seja originário do continente africano, a narrativa eurocêntrica da história humana coloca a Grécia Antiga como o tempo e espaço em que a história começou. No século XIX, essa interpretação levou o poeta Percy Shelley a dizer "somos todos gregos", já que a humanidade partilharia da democracia, filosofia, ciência, arte e do teatro, dentre outros elementos colocados como de origem grega. Alguns autores como, por exemplo, Jack Goody, apontam que o eurocentrismo é um sistema ideológico para dar sustentação à passada colonização territorial e a colonização cultural europeia. Em seu livro O roubo da história, Goody sustenta que muitos inventos e costumes, proclamados como originários na Europa, na verdade foram copiados e até roubados de outros povos e civilizações, como a filosofia, a democracia, e etc.
Além disso, o eurocentrismo, para Samir Amin, universaliza a importância da filosofia e cultura grega ao mesmo tempo que silencia a importância de outros contextos alegando que são fenômenos pontuais. O livro Black Athena de Martin Bernal é uma obra central no processo de contestação da tese do milagre grego ao colocar o Egito Antigo no centro da Antiguidade e argumentar que o eurocentrismo nada mais é que a apropriação europeia de elementos de diversas regiões do globo para construir uma narrativa teleológica civilizacional que coloca a Europa no centro do mundo.

### Da reconquista à conquista
O ano de 1492 marca a Reconquista da Península Ibérica e a conquista da América, dois momentos em muito relacionados. Ella Shohat e Robert Stam destacam a importância das Cruzadas para a definição da identidade europeia e para a justificativa das guerras justas, ou seja, aquelas travadas com um propósito catequizante. A identidade nacional e religiosa da Península Ibérica, e, por extensão, do restante da Europa, construída no âmbito da expulsão dos mouros muçulmanos, abre a possibilidade do processo colonizador ser colocado como equivalente a cristianização.
Assim, segundo Fernando Mires, houve a leitura de que o Novo Mundo nada mais era do que uma recompensa divina pelos sofrimentos vividos durante a Reconquista. Porém, com o estabelecimento dos europeus em solo americano, os pensadores europeus construíram uma filosofia sobre os problemas e as soluções que viam para o contexto americano, chamada por Silvio Zavala de filosofia da conquista. Essa discussão, recheada de argumentos os mais diversos e dentro das disputas acerca do Novo Mundo, é eurocêntrica ao postular a superioridade do europeu cristão frente ao indígena, chegando mesmo a questionar sobre a sua humanidade. A conquista da América passaria, portanto, pela evangelização dos ameríndios e por sua incorporação àquilo que os europeus chamavam de civilização.

### A questão Colombo

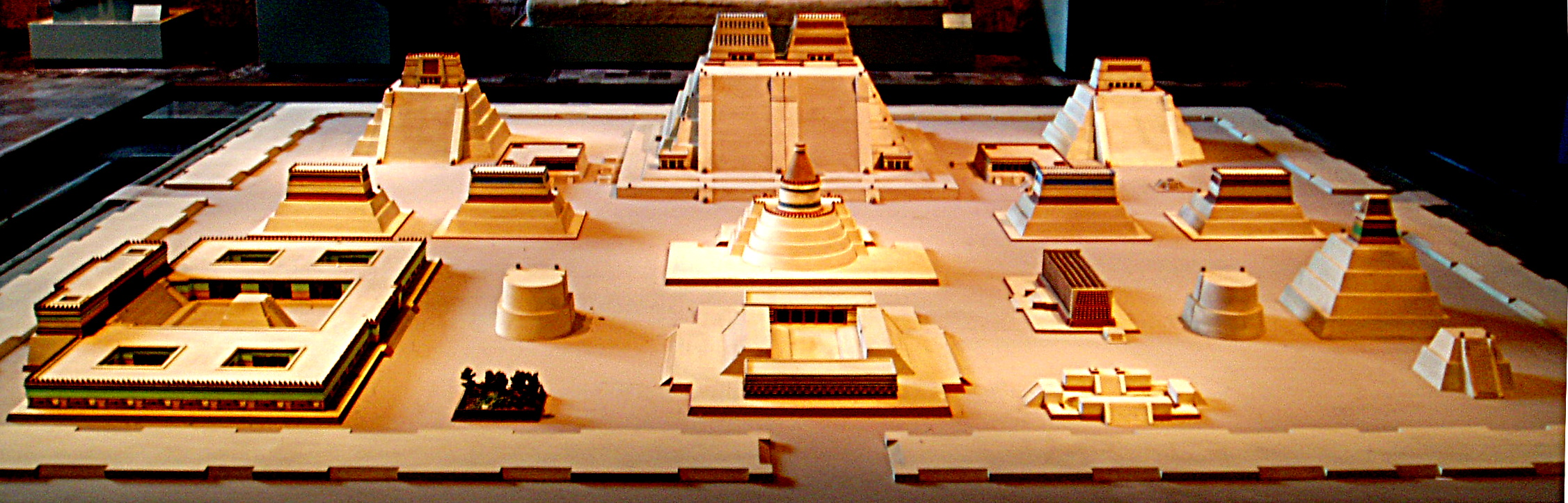
Tenochtitlán foi uma cidade-estado e a capital do Império Asteca.

As chamadas grandes navegações, que têm como um de seus personagens principais a figura de Cristóvão Colombo, foram parte dos acontecimentos que inauguraram a Modernidade. Foi a partir delas que se consolidou a dominação colonial europeia no mundo, que ocorreu pela exploração das riquezas das Américas, pela dizimação e exploração de suas populações nativas, bem como pela utilização de mão-de-obra forçada africana. Com isso, os centros urbanos europeus se sobressaíram sobre os dos continentes africano e asiático, que até 1492 se equiparavam em desenvolvimento tecnológico, comercial e intelectual.
A ligação de Colombo com o eurocentrismo acontece no plano factual, no qual ele é uma figura central do colonialismo europeu, mas também no plano ideológico, pois os relatos posteriores produzidos tendo como base a sua experiência ajudaram a formar o paradigma colonial. Por exemplo, as ideias de descoberta da América e de Novo Mundo foram construídas a partir da visão do colonizador sobre si mesmo e sobre os outros. Na medida em que essa visão eurocêntrica é transferida para os livros didáticos, ela colabora para a difusão de certos valores e vozes, vistas como superiores pela sua posição de conquistadores. Por outro lado, os primeiros cronistas da América produziram relatos que reiteradas vezes enfatizavam os mesmos costumes dos povos indígenas, com pouca preocupação em registrar a história das populações locais e menos ainda em entender as formas como se relacionavam com o passado.

### Escravidão e dominação
A escravidão existiu de diferentes modos e em diferentes espaços, tempos e sociedades desde o inicio da história. Entretanto, foi apenas com o colonialismo que a escravidão atingiu sua forma moderna, ligada a um modo de produção e sistema econômico, o capitalismo, e uma ideologia de superioridade racial. É essa escravidão moderna que, através do colonialismo, da segregação, da escravidão e do neocolonialismo vai marcar o subdesenvolvimento do continente africano pós-século XV. O eurocentrismo, entretanto, enquanto discurso colonialista, diminui o papel da escravidão para o desenvolvimento das economias europeias e euro-americanas, subestima a história da resistência negra frente à escravidão e escanteia da narrativa histórica a escravização de grupos indígenas.
A dominação e genocídio de povos nativos, igualmente, foi diversas vezes justificada pela “marcha pelo progresso ocidental”. A suposta superioridade europeia seria comprovada por seu progresso material e justificaria o aniquilamento dos “outros” não europeus, de modo que os povos nativos americanos estariam condenados pelo progresso. Assim como foi com a população negra, os povos nativos que sobreviveram se tornam resistência.
Diante da discussão sobre a história contada da colonização, surge o afrocentrismo, ou, afrocentricidade. Em contraposição ao eurocentrismo, ele coloca a pessoa africana como protagonista e atuante na formação da imagem cultural de acordo com seus interesses.

## A geografia do eurocentrismo

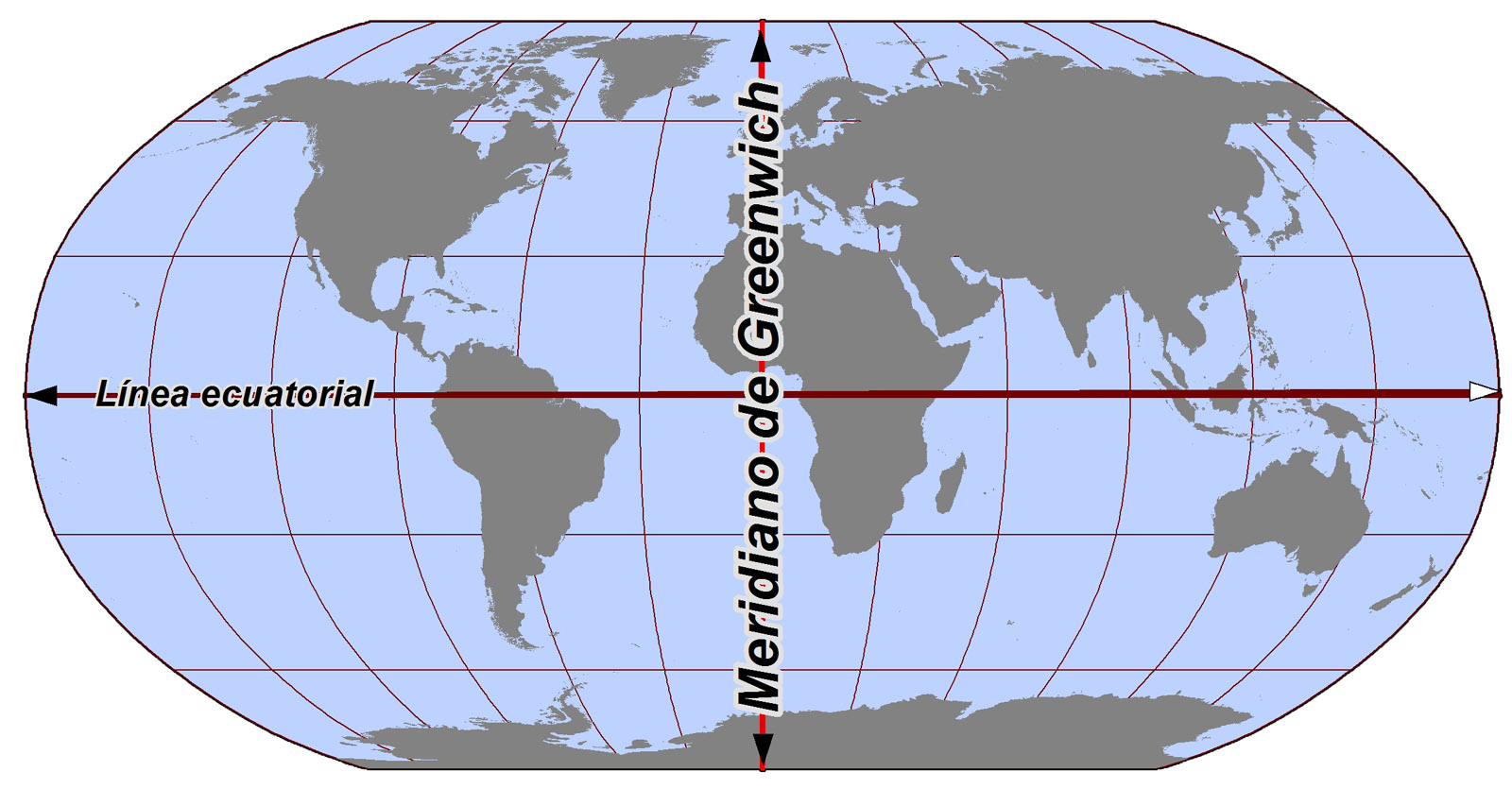
Mapa do globo terrestre com o Meridiano de Greenwich: exemplo de visão eurocêntrica.

Qualquer coordenada geográfica precisa de um ponto de referência para que possa ser compreendida. A ideologia eurocêntrica dividiu o mundo espacialmente e construiu terminologias geográficas com o objetivo de estabelecer o papel e afirmar a superioridade da Europa no cenário mundial. Por exemplo, o meridiano de Greenwich, ponto de partida para a divisão longitudinal do mundo, teve sua posição inicial fixada na década de 1720, tendo como referência o Observatório Real de Greenwich, em Londres. Em suas acepções geográficas, Oriente ou Ocidente são delimitados a partir do posicionamento da Europa, assim como a hierarquização do mundo em países de Primeiro, Segundo e Terceiro Mundo. A divisão espacial eurocêntrica, portanto, coloca o continente europeu e, em especial, sua porção ocidental, como central e superior geograficamente, politicamente, economicamente e culturalmente às demais parte do globo.

### O Ocidente
O Ocidente é uma construção histórica e relativa, pois representa a Europa e seus prolongamentos vistos como bem sucedidos, dos quais a Austrália é um exemplo. Enquanto uma construção histórica, Ocidente teve múltiplos significados. Na Antiguidade, por exemplo, englobava a Europa, o Iraque, a Síria, o Líbano, Israel, o Egito e parte do Irã e da Turquia. Entretanto, Michael Wintle argumenta que a dicotomia entre Oriente e Ocidente em um globo não tem nenhum sentido e não representa a complexidade do mundo real. A solução para a necessidade de uma referência geográfica comum se constituiu de uma visão eurocêntrica do globo, que localiza a Europa como centro do mundo e tem sido adotada de forma hegemônica.
Nota-se, ainda, que a ideia de Ocidente é uma arbitrariedade cartográfica, pois desconsidera muitas regiões que geograficamente estariam localizadas nele. A América Latina, por exemplo, apesar de não estar localizada no Oriente e de ter muitos aspectos culturais europeus devido à colonização, não é vista como uma região ocidental. Portanto, segundo o sociólogo galês Raymond Williams, as configurações geográficas são determinadas pela política, como se pode ver pela separação entre o Ocidente capitalista e o Oriente comunista realizada na Europa pós-Guerra Fria. Nessa mesma direção, Samir Amin afirma que o Ocidente construído no contexto da Guerra Fria englobava a Europa Ocidental, a América do Norte, o Japão, a Austrália, a Nova Zelândia, Israel e uma grande parte dos estados não comunistas. A Europa Oriental e a União das Repúblicas Socialistas Soviéticas, por sua vez, eram excluídas. James Morris Blaut igualmente associa o Ocidente ao sistema capitalista, do qual fariam parte a Europa, Canadá, Estados Unidos, Austrália, Nova Zelândia, África do Sul e partes da América do Sul.
A divisão em Oriente e Ocidente não é, entretanto, apenas uma questão geográfica, já que possui uma base ideológica, com significados culturais, políticos e sócio-históricos variados. O livro Orientalismo de Edward Said mostrou como a definição do que era a cultura europeia foi construída tendo como base a oposição às características percebidas em espaços de colonização, vistos como exóticos. Nesse sentido, Alastair Bonnett, em seu livro The Idea of the West, trata das mudanças de representação do que foi considerado ocidental, demonstrando que sua associação com um governo baseado em leis e avançado social e tecnologicamente só foi acoplado ao modo de ser ocidental no final do século XIX.
Dessa forma, muitos estudiosos apontam que o continente europeu é resultado do contato entre diferentes culturas, ainda que o discurso do eurocentrismo equipare a história ao avanço da razão ocidental. Todas as etapas da narrativa evolutiva da história europeia vistas como ocidentais, ou seja, a Grécia Clássica, o Império Romano, o Cristianismo, o Renascimento, o Iluminismo e da Modernidade, são, de acordo com o sociólogo holandês Jan Nederveen Pieterse, momentos de grande mistura cultural onde há, por exemplo, influência africana nas pintura modernista, moura na poesia cortês e asiática no teatro o no cinema europeus. Ocidente e não Ocidente, ou o mito do Ocidente e o mito do Oriente, não podem ser compreendidos como opostos, pois são duas faces de uma mesma concepção.

### O Oriente

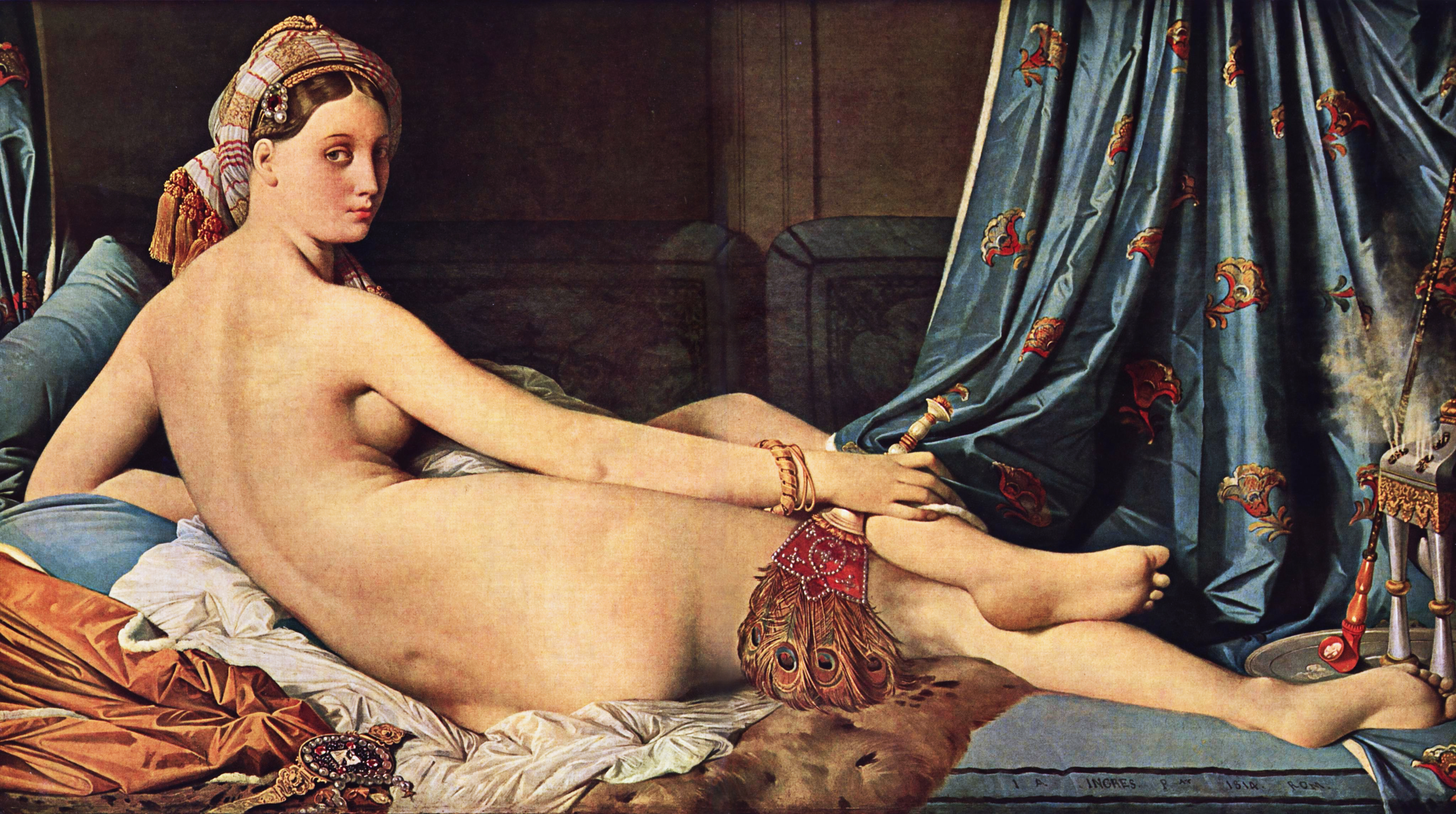
Exemplo de estereótipo envolvendo o Oriente. A Grande Odalisca (1814) por Jean-Auguste-Dominique Ingres.

A maior parte do uso da expressão Oriente parte da Europa como forma de definir sua própria identidade. Durante a Antiguidade, era comum a designação “Leste” para se referir ao extremo leste do Mediterrâneo, ao Levante ou ao sudoeste asiático, sendo essas regiões consideradas como parte do mundo grego e, especialmente, do romano. O termo Oriente, segundo Martin W. Lewis e Kären Wigen, começa ser utilizado com a ascensão do Islã para indicar uma cultura diferente através da qual o europeísmo se definia por oposição, sendo paulatinamente associado ao islamismo e às regiões do globo onde predominava. A expansão das atividades comerciais e coloniais europeias levou a um alargamento do que era considerado Oriente. No século XVIII, o subcontinente indiano foi incorporado e, no século XIX, o leste da Ásia, especialmente a China.
O Oriente, por sua vez, dividido em Próximo, Médio e Extremo, consolidou-se como um espaço de não europeus e de ausência de seus valores. O Oriente Médio, em especial, teve seus contornos definidos por sujeitos geralmente do Ocidente ou da Europa, resultando em interpretações tendenciosas por conta da perspectiva eurocêntrica geralmente adotada. A construção de um Oriente Médio marcado pela violência, por massacres religiosos, fanatismos e ditaduras corruptas parte, antes de tudo, de uma forma europeia de ver o outro.

### Os três mundos

Mapa mostrando a delimitação geográfica do Primeiro, Segundo e Terceiro Mundos.

A proposta de divisão do globo em Primeiro Mundo, Segundo Mundo e Terceiro Mundo ocorre no contexto da Guerra Fria, por acadêmicos como Alfred Sauvy e Irving Horowitz. Martin Lewis e Kären Wigen chamam a atenção para essa metageografia da Guerra Fria, que divide o mundo de acordo com o sistema econômico. No Primeiro Mundo estariam os capitalistas, no Segundo os comunistas e no Terceiro os que não tinham uma economia ou posição política definida após a Segunda Guerra Mundial. Atrelada a essa divisão esteve, posteriormente, a associação dos países fora da zona do Primeiro Mundo, como países subdesenvolvidos ou em desenvolvimento, já que não faziam parte do grupo capitalista industrializado. Esses países são vistos como atrasados ou mesmo “primitivos”, necessitando de ajuda dos países de Primeiro Mundo para conseguirem se industrializar e crescer economicamente, tal como proposto no Plano Marshall.
Apesar de ser uma separação geográfica que faz pouco sentido fora do contexto da Guerra Fria, diversos estudiosos das relações internacionais enfatizam a continuidade de valores políticos e econômicos eurocêntricos no século  XXI. Ozay Mehmet, por exemplo, aponta para a perpetuação das teorias econômicas eurocêntricas que geram, de um lado, a exploração do trabalho e, do outro, o acúmulo de capital. Além disso, Walter Mignolo chama a atenção para a continuidade do eurocentrismo na colonialidade do poder, que organiza o mundo hierarquicamente, mesmo após a globalização.

## Eurocentrismo e a União Europeia
O desenvolvimento do sentimento de pertencimento à comunidade europeia se assemelha ao das identidades nacionais, resultante da identificação por meio da criação de simbologias e atividades em comum. A construção do estado nacional moderno articulou um imaginário de ascendências e precedências comuns aos direitos democráticos individuais. No caso da União Europeia, houve também a regulamentação de direitos para os cidadãos europeus, o reforço da identidade europeia e o rompimento das fronteiras internas, ações que ajudaram a desenvolver políticas de gerenciamento de fronteiras externas e dos direitos de migrantes.

### Integração Europeia
A identidade europeia é dinâmica, variável e em permanente construção, tendo como função estimular sentimentos de identificação, pertencimento e solidariedade entre os indivíduos dos países pertencentes a União Europeia. Essa identidade coletiva é constituída por uma diversidade de fatores, que englobam a história, a cultura, a memória coletiva, a economia, para citar alguns, que são vistos como uma herança reforçada pelo processo de integração europeia. Contudo, esse sentimento de comunhão, como salienta Bo Stråth, foi fortemente estimulado pelo bloco de países na década de 1970 como forma de combater, principalmente, a desaceleração econômica marcada pela crise do petróleo. A Declaração da Identidade Europeia foi lançada nesse contexto e enumera vários elementos identificadores, além de acrescentar a ideia de uma identidade europeia em dinamismo para a construção de uma Europa unida. O Comitê Adonnino, como bem pontuou Cris Shore, lançou uma campanha para fomentar o sentimento de uma identidade europeia através de bandeiras, hinos e diversos outros artifícios na década de 1980.

### Cultura Europeia
A identidade europeia também foi definida através da oposição nós e os outros, estreitamente relacionada às políticas e à atuação da União Europeia em suas dimensões políticas, cívicas, culturais e econômicas. A dimensão cultural dessa identidade, em especial, é construída tendo como base uma cultura europeia imaginada partilhada pelos europeus, que pode ser resultado do ambiente, da raça, de genes, da região ou de qualquer outro fator que confere características europeias comuns não partilhadas, na mesma configuração ou grau, com outras pessoas. Dentre esses valores estão, por exemplo, a racionalidade, o cristianismo, o dinamismo, a dedicação ao trabalho duro e o amor à liberdade, características fortemente associadas ao mito da excepcionalidade europeia, que acabam separando o mundo entre europeus e não europeus, sendo os primeiros de qualidade superior.

### Migração Europeia
A colonização europeia nas Américas contribuiu para que a identidade europeia se formasse sob uma perspectiva de racialização e hierarquização de culturas, que posteriormente resultaram em políticas migratórias restritivas e violadoras de Direitos Humanos. Autores decoloniais, como Aníbal Quijano e Edgardo Lander, chamam de colonialidade do poder e do saber, a forma que o eurocentrismo se manifestou por meio da hierarquização e de instrumentos de dominação com base na raça e na racionalidade com a conquista de outros povos, principalmente latino-americanos. Conforme Quijano, "a consolidação da Nação na estrutura política do Estado surge para trazer unidade e coesão em territórios que passaram semelhantemente por um processo de colonização, no qual povos dominantes, ou núcleos políticos que foram ganhando força".
A política identitária sob essas estruturas de poder construídas nos estados modernos e firmada até a contemporaneidade reitera o elemento cívico da cidadania da União Europeia e explica a discriminação em países do bloco. O racismo e a xenofobia conforme a nacionalidade, religião, cultura, intelectualidade, poder aquisitivo, raça e cor, reafirmam a ótica de sistema-mundo centrada na dominação e exploração que põe em prática o discurso eurocêntrico e capitalista de hierarquização entre cidadãos europeus e não europeus no território da União Europeia.

## Desafios ao eurocentrismo

### Sociologia histórica
Jack Goody, Andre Gunder Frank, Samir Amin, James M. Blaut e John Hobson, apesar das diferenças de enfoque, possuem o entendimento comum de que é necessário recontar a história da Modernidade enquanto uma história fundada na Europa que, a partir desse centro, espalha-se para o resto do mundo. No lugar dela, afirmam que a modernidade e o capitalismo surgiram por meio de múltiplas interconexões que possibilitaram a ascensão da Europa e a criação do mito da excepcionalidade europeia. Ou seja, só foi possível à Europa se autoproclamar como a vanguarda do mundo na medida em que usou dos recursos econômicos da exploração americana em seu benefício no pujante mercado asiático de comodities.

### Teoria pós-colonial

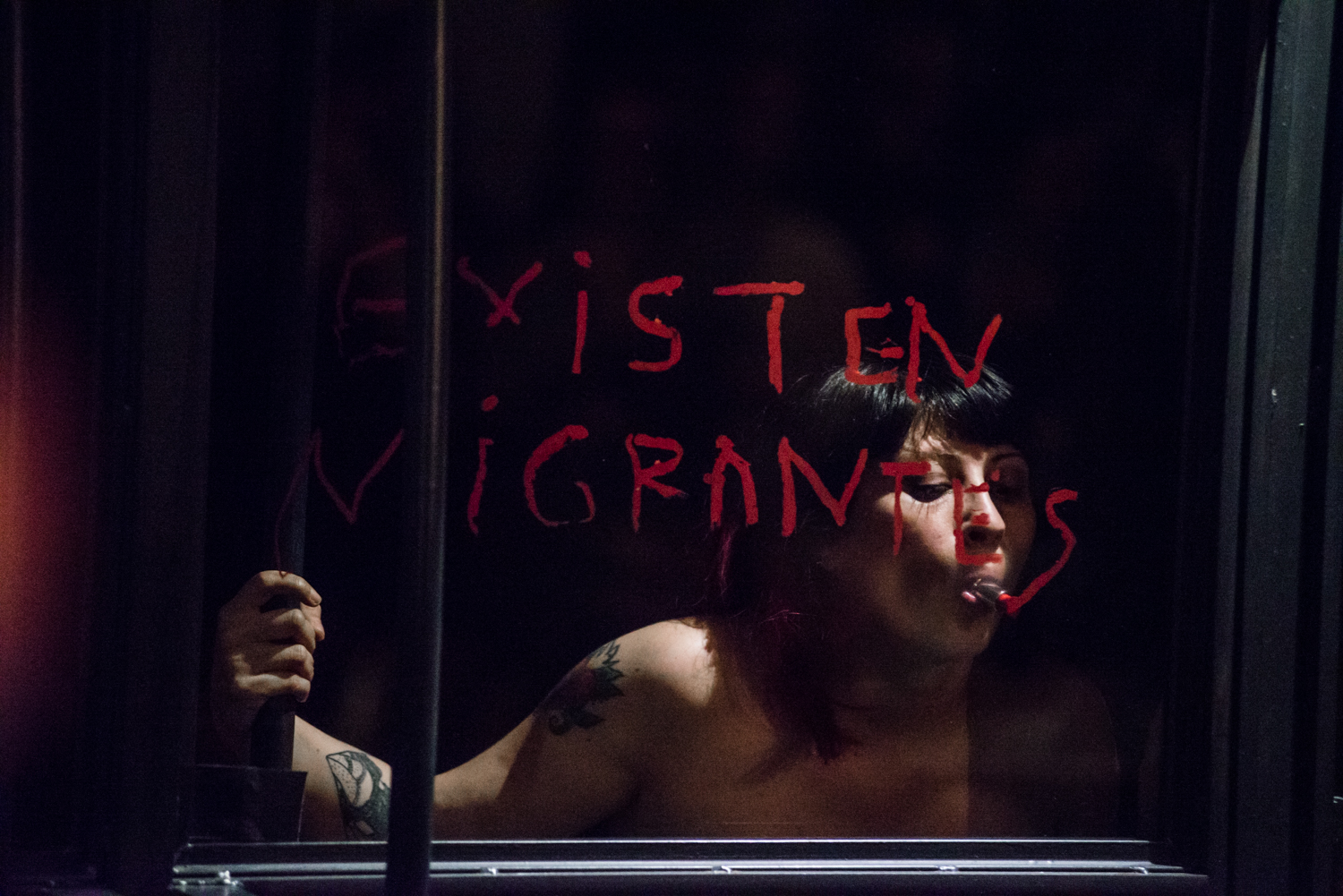
Performance El Grito Decolonial por TEHDAS Teatteri realizada no New Performance Turku, na Finlândia em 2016. A performance denuncia a invisibilização das migrações no território finlandês.

Para Robert Young, o pós-colonialismo é uma perspectiva "das teorias tricontinentais, que analisam as condições materiais e epistemológicas da pós-colonialidade, e visa combater o sistema imperialista de dominação econômica, política e cultural". Os estudos desenvolvidos no interior da teoria pós-colonial, como os realizados por Walter Mignolo, Timothy Mitchell, entre outros, argumentam que toda a base epistemológica e ontológica utilizada nas ciências sociais são indissociáveis das tradições de pensamento europeias. Assim, chamam a atenção para o fato que muitas das categorias analíticas tidas como universais, tais como capital, estado, indivíduo e tantas outras, foram construídas no contexto europeu. Nesse sentido, Dipesh Chakrabarty em sua obra Provincializing Europe: Postcolonial Thought and Historical Difference argumenta que houve um processo de provincialização da Europa em que o pensamento produzido pelos seus intelectuais ganhou ares de universal. E, por isso, é preciso reconhecer as suas limitações, mas também explorar as suas potencialidades para a análise em um contexto não europeu. Na mesma linha de Chakrabarty, Nildo Ouriques alerta para a invisibilização dos pensadores de diversas localidades situadas fora do eixo europeu, pois para ter autoridade sobre um assunto seria necessário incorporar e partilhar do modo de pensar alemão ou francês, por exemplo. Portanto, assim como Sanjay Seth, a teoria pós-colonial coloca a necessidade da relativização da razão histórica ocidental colocando a mostra o seu universalismo de fundo, que marginalizou outras pessoas e formas de pensar em prol de uma pluralidade de tradições.

### Decolonial
Enrique Dussel e Aníbal Quijano estão preocupados em analisar o eurocentrismo a partir de suas implicações para se pensar a América Latina. Para Enrique Dussel, o eurocentrismo está intrinsecamente ligado ao mito da Modernidade, no qual a ilusão de que houve um descobrimento da América molda a autopercepção europeia como vanguardista e reposiciona a história universal enquanto a dialética entre países desenvolvidos europeus e periferias subdesenvolvidas situadas na África, Ásia e América Latina. Nesse sentido, Aníbal Quijano complementa que essa nova relação de poder no sistema-mundo é baseada na diferença fenotípica. A divisão racial do trabalho impede que epistemologias dos povos vistos como colonizados floresçam devido à sua inferiorização e coloca a história europeia como a única possível. Esse olhar produziu o mito de que todos os povos do mundo teriam que se tornar uma imagem da Europa e que haveria uma distinção fenotípica entre europeus e os não-europeus.

### Artigos científicos
- Araújo, Marta; Maeso, Silvia Rodríguez (2010). «Explorando o Eurocentrismo nos manuais portugueses de História» (PDF). Estudos de Sociologia (28): 239-270
- Borba, Pedro (2020). «Para uma teoria crítica do eurocentrismo: História, colonialismo e o resto do mundo». Revista Estudos Políticos (1): 51-70
- Bortoluci, José Henrique (2009). «Para além das Múltiplas Modernidades: Eurocentrismo, Modernidade e as Sociedades Periféricas». Plural (1): 53-80
- Candido, Maria Regina (2018). «A África Antiga sob a ótica dos clássicos gregos e o viés africanista». Cadernos de História. 19 (30): 20-38
- Carneiro, Raíssa Orestes (2018). «Por uma história de dentro para fora: Argumentos para a desconstrução do eurocentrismo na historiografia e no ensino da história no Brasil» (PDF). XII Encontro Estadual de História da ANPUH-PE: História e os desafios do tempo presente (1). 12 páginas
- Herceg, José Santos (2011). «Filosofía de (para) la Conquista. Eurocentrismo y colonialismo en la disputa por el Nuevo Mundo». Atenea (503): 165-186
- Kirk, Dudley (1996). «Demographic Transition Theory» (PDF). Population Studies (3): 361-387
- Linden, Marcel van der (2009). «História do trabalho: O velho, o novo e o global». Revista Mundos do Trabalho (1): 11-26
- Macedo, André Luan Nunes (2020). «História do eurocentrismo na história intelectual». Revista de Teoria da História (1): 257-281
- Pacheco, Perla Patricia Valero (2017). «Hacia una nueva historia global no eurocéntrica: un balance crítico». Trashumante. Revista Americana de Historia Social (em espanhol) (9): 158. Consultado em 27 de agosto de 2022
- Santos, Pedro Afonso Cristovão dos; Nicodemo, Thiago Lima; Pereira, Mateus Henrique de Faria (2017). «Historiografias periféricas em perspectiva global ou transnacional: eurocentrismo em questão». Estudos Históricos (Rio de Janeiro): 161–186. ISSN 0103-2186. doi:10.1590/S2178-14942017000100009. Consultado em 15 de fevereiro de 2023
- Seth, Sanjay (2016). «Sociologia história e teoria pós-colonial: duas estratégias para desafiar o eurocentrismo.». Revista Expedições: Teoria da História e Historiografia (7): 263-270
- Vasconcelos, Daniel (2021). «Para além do ensino da História Nacional: O eurocentrismo e suas interpretações teóricas». Revista Ars Historica (21): 80-103]
- Wood, Ellen Meikins (30 de abril de 2022). «Anti-eurocentrismo eurocêntrico». Germinal: marxismo e educação em debate (1): 490–504. ISSN 2175-5604. doi:10.9771/gmed.v14i1.46481. Consultado em 15 de fevereiro de 2023

### Livros
- Shohat, Ella; Stam, Robert; Soares, Marcos (2006). Crítica da imagem eurocêntrica multiculturalismo e representação. [S.l.]: Cosac Naify. 528 páginas
- Silva, Kalina Vanderlei; Silva, Maciel Henrique (2009). Dicionário de Conceitos Históricos (PDF). [S.l.]: Contexto. 439 páginas
- Wintle, Michael (2020). Eurocentrism: History, Identity, White Man's Burden. [S.l.]: Routledge. 304 páginas

### Páginas da web
- Liudvik, Caio (2008). «O roubo da história: Antropólogo fundamental, Jack Goody ataca a superioridade do Ocidente e diz que democracia e capitalismo já existiam no Oriente». Consultado em 24 de agosto de 2022. Cópia arquivada em 7 de maio de 2021

### Teses, dissertações e monografias
- Grifo, Ana Raquel Almeida (2016). O impacto da crise econômica na identidade europeia em Portugal: A perspectiva dos intelectuais portugueses (PDF) (Tese de Mestrado). Faculdade de Ciências Sociais e Humanas, Universidade Nova de Lisboa. 109 páginas
- Piseta, Ivan Vieira (2017). Integração regional e colonialidade do ser: migrações e identidade na União Europeia (PDF) (Tese de Graduação). Departamento de Ciências Econômicas e Relações Internacionais, Universidade Federal de Santa Catarina. 69 páginas
- Torresini, Camila Saute (2016). Do Terceiro Mundo ao Sul Global: O debate entre as perspectivas nas diretrizes da política externa brasileira (Tese de Graduação). Faculdade de Ciências Econômicas, Universidade Federal do Rio Grande do Sul. 80 páginas